# Monastère de Clonfert
Cette  cathédrale n’est pas la seule cathédrale Saint-Brendan.
Le monastère de Clonfert est un édifice religieux fondé par saint Brendan dit « Brendan de Clonfert », au VIe siècle à Clonfert en Irlande.
Son abbatiale est devenue la cathédrale Saint-Brendan, cathédrale historique du diocèse de Clonfert. Devenue anglicane à la réforme — l’Église catholique déplaçant son siège dans la cathédrale Saint-Brendan de Loughrea —, elle est aujourd’hui rattachée au diocèse de Limerick et Killaloe.

## Histoire
Après avoir fondé près de l’estuaire de la Rance un couvent à Aleth (à côté de Saint-Malo), Brendan — futur saint, surnommé « le Navigateur » — s’en retourne en Irlande en 561. En 563, il y fonde le monastère de Clonfert dans le comté de Galway. 
Le monastère de Clonfert devient un important établissement monastique. Cet établissement envoya des missionnaires dans toute l’Europe pendant le Moyen Âge. Il a accueilli jusqu’à 3 000 moines à la fois, et gardera son importance jusqu’au XVIe siècle.

## Architecture de l’église
La partie la plus ancienne de l’église actuelle remonte aux alentours de 1180. Elle est de style roman ; ses motifs représentent des têtes humaines et d'animaux, ainsi que des feuillages. Son transept sud, tombé en ruine, date de cette période ; un transept nord plus tardif, de style gothique, a été supprimé.
Les vitraux de la fenêtre à l’est du chancel datent du début du XIIIe siècle. Ce dernier est cependant plus tardif : décoré d’anges, de dragons et d’une sirène, il est ajouté au XVe siècle au même titre que la sacristie.

## Galerie

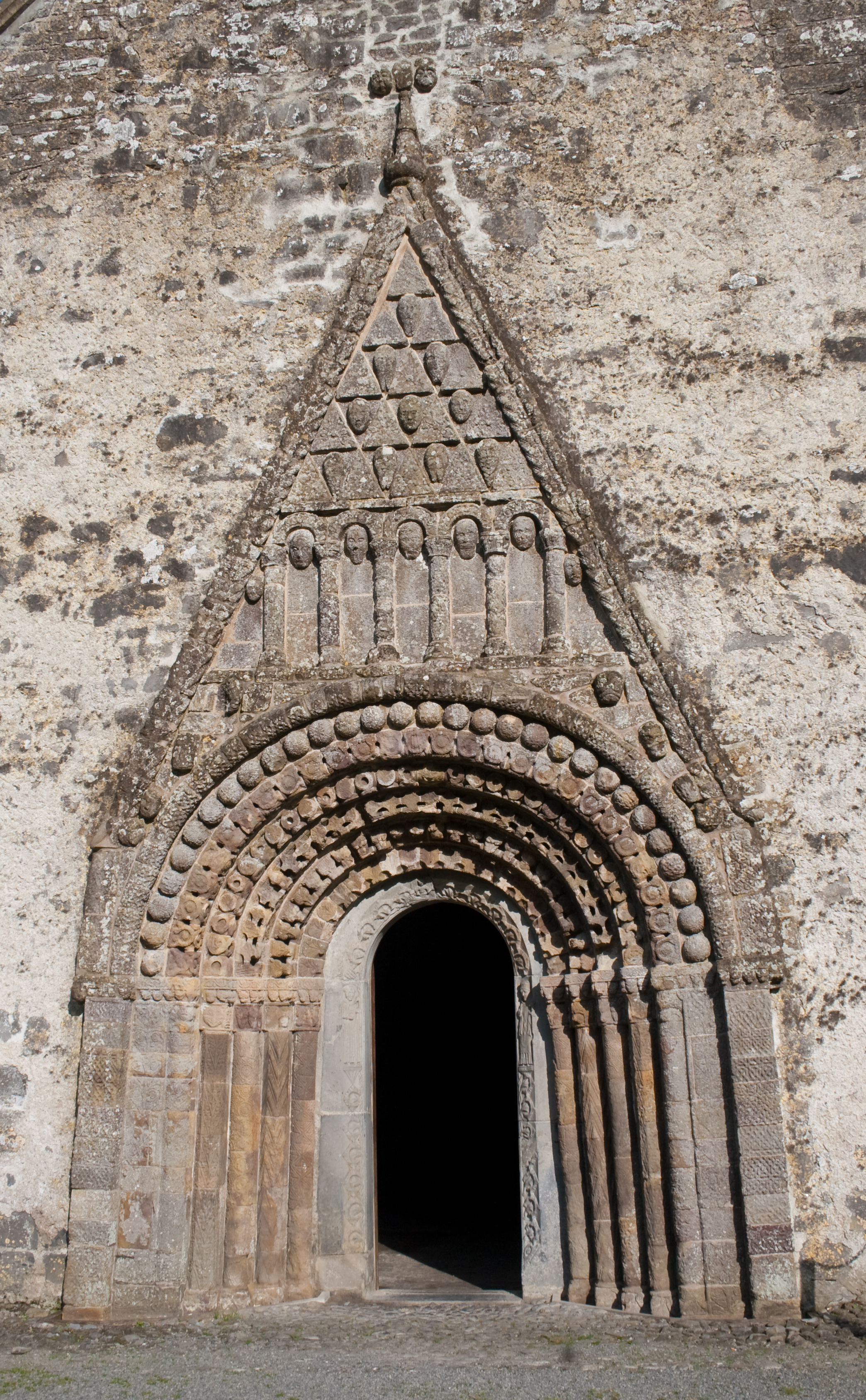
Porche du monastère.
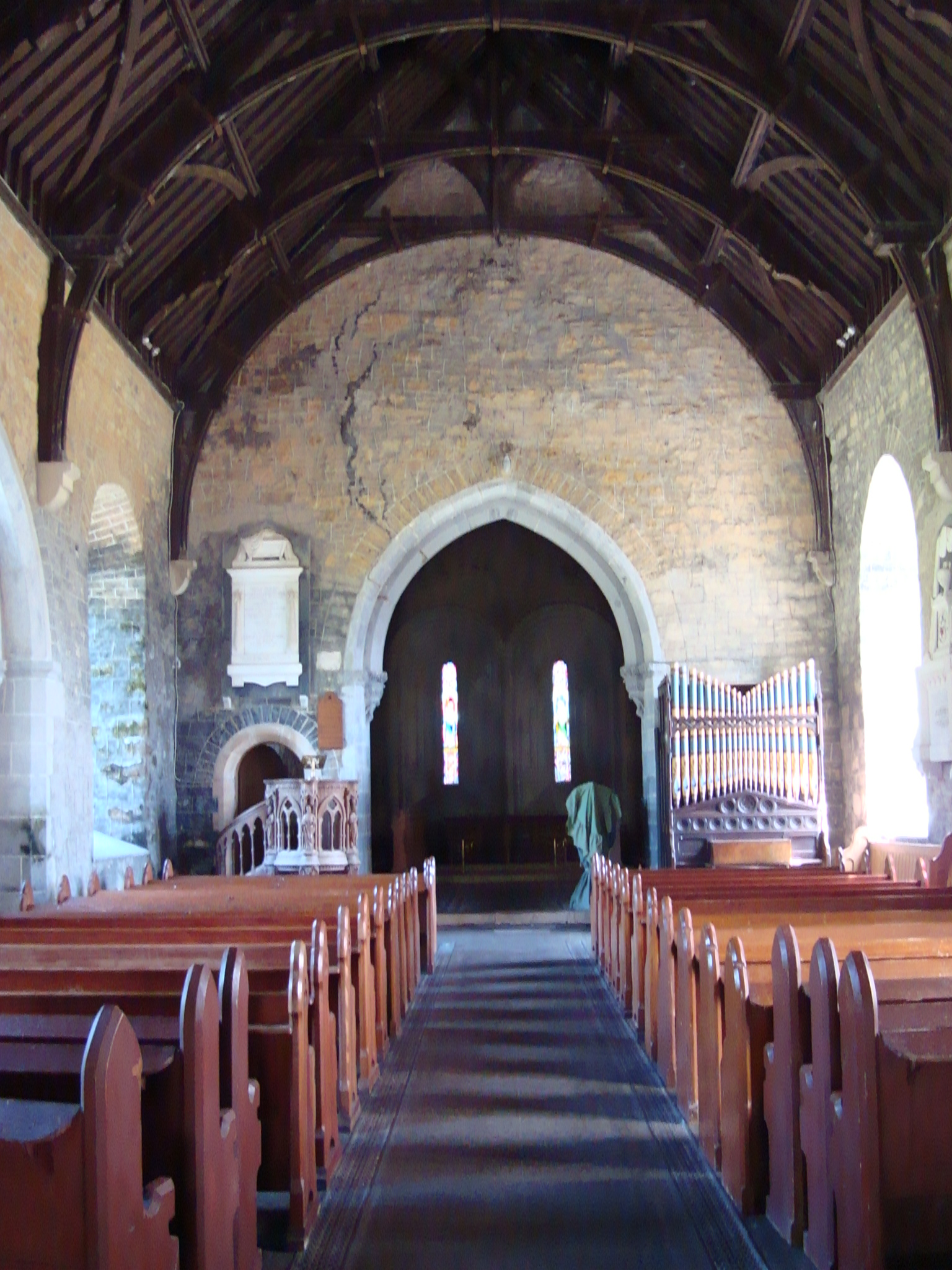
Nef du monastère.
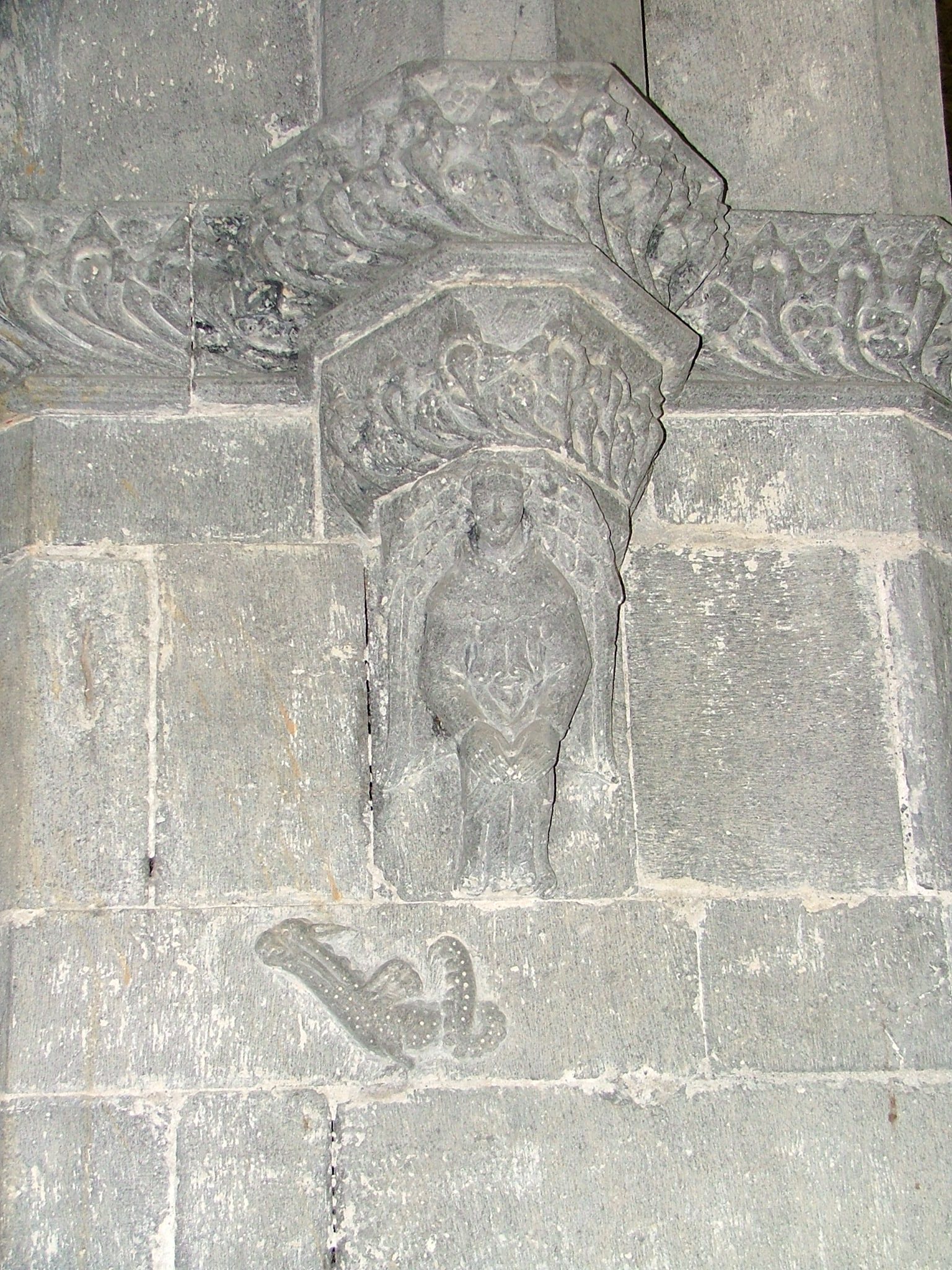
Ange et dragon.
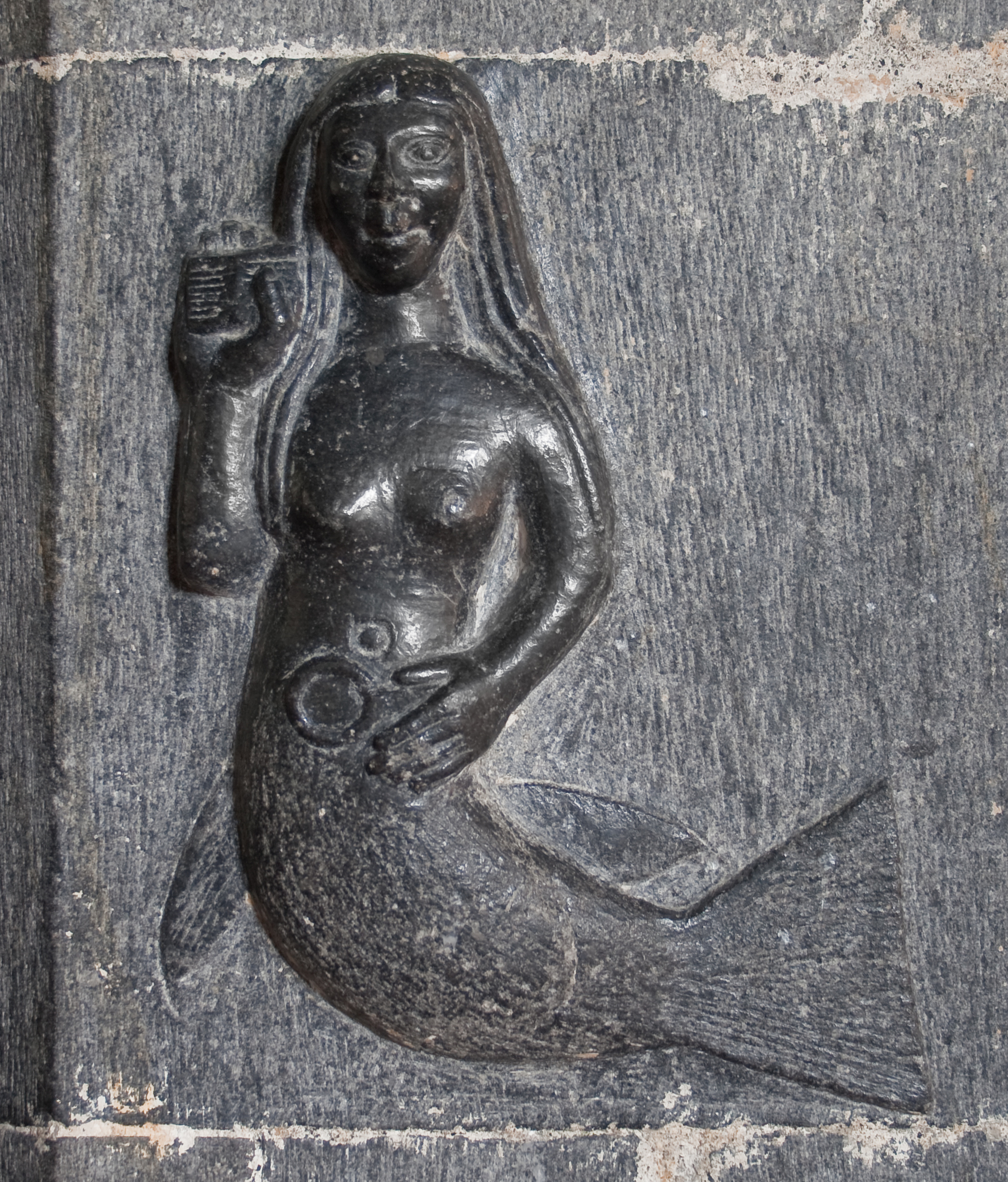
Merrow (sirène gaélique).